# Chrám Antonina a Faustiny

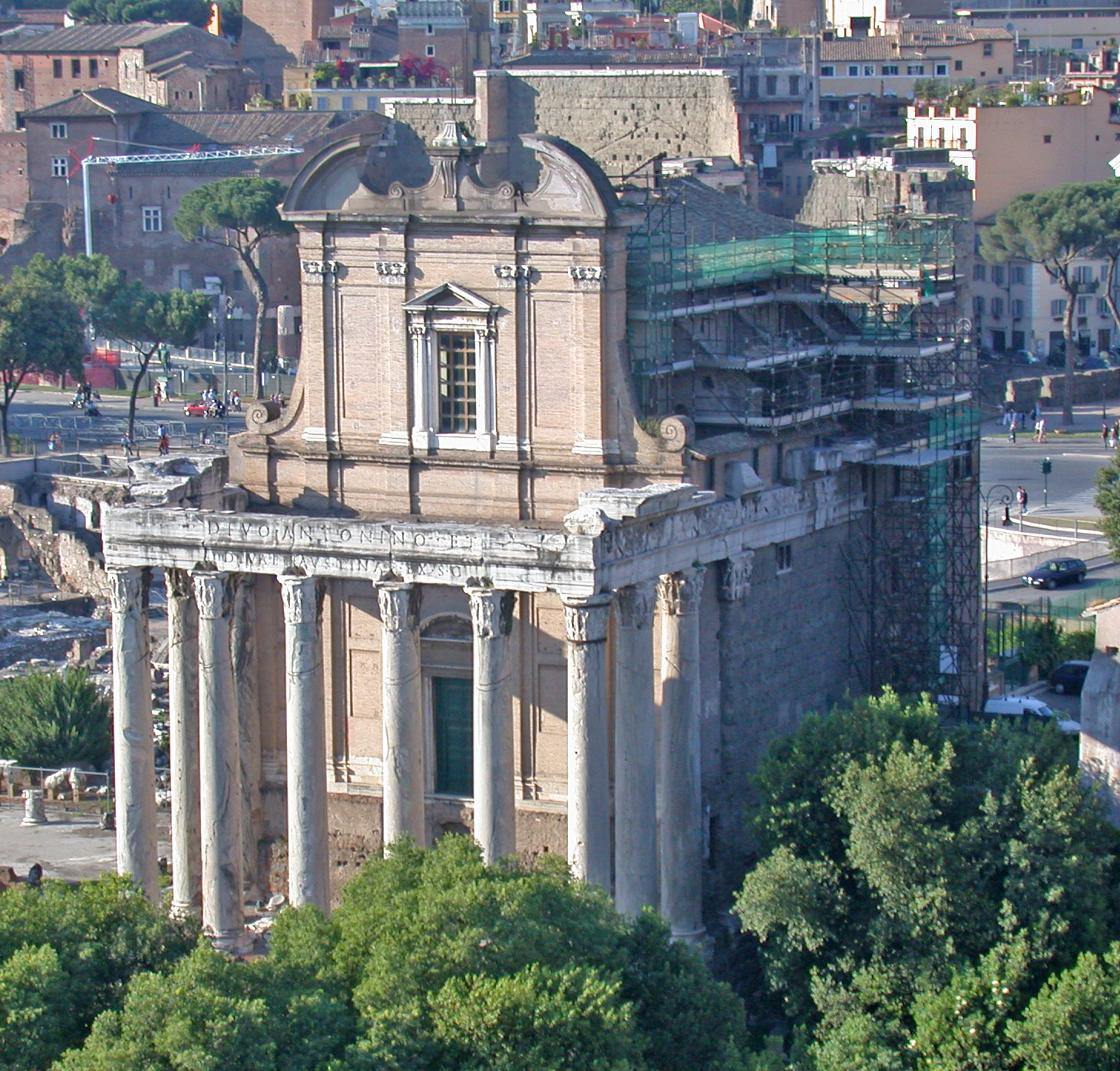
Pohled na chrám z Palatina

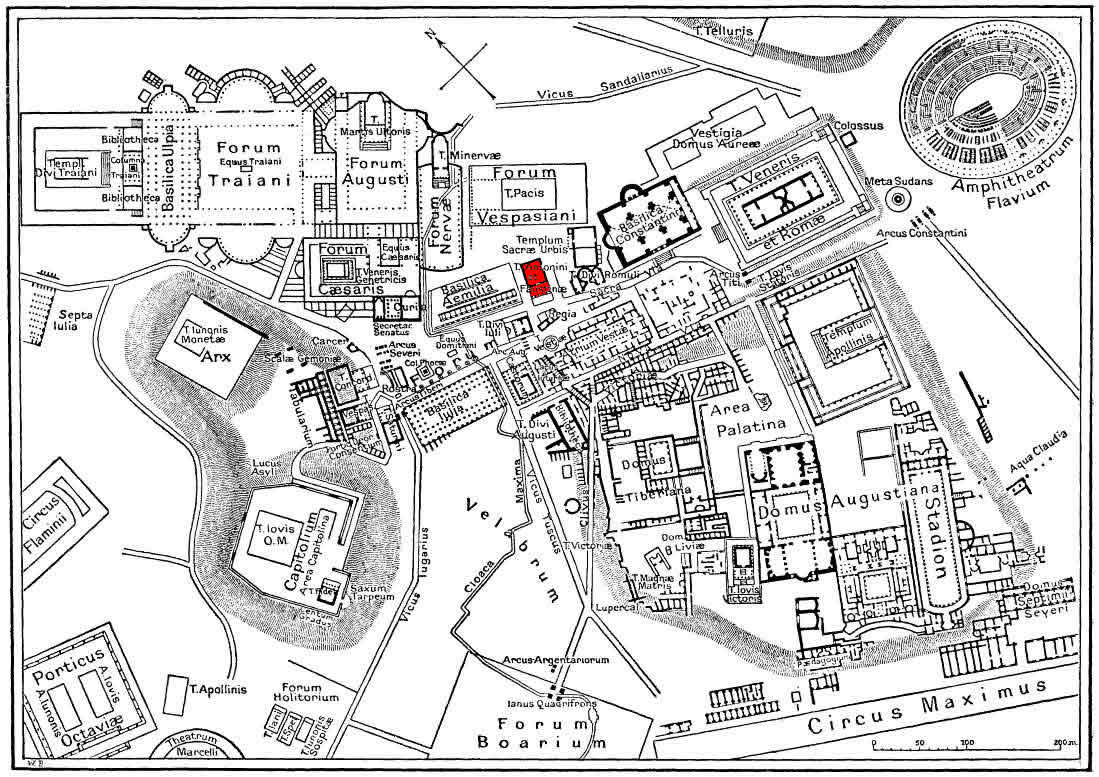
Poloha chrámu

Chrám Antonina a Faustiny (italsky Tempio di Antonino e Faustina) je antický chrám, jenž se nachází v severní části římského Fora Romana u slavné cesty Via Sacra. Je to jeden z římských chrámů, které byly časem přeměněny na kostely, a proto v dnešní době naleznete tuto stavbu také pod názvem San Lorenzo in Miranda.

## Antický chrám
Chrám nechal vystavět římský císař Antoninus Pius pro svou zesnulou manželku Faustinu, kterou hluboce miloval. Často prohlašoval, že by raději žil na poušti s ní, než v krásném paláci bez ní. Smrt své manželky, jež nastala pouhé tři roky po císařově nástupu na trůn, nesl velmi těžce, což se také projevilo na samotném chrámu, jehož stavbu započal v roce 141 ihned poté, co byla Faustina zbožštěná. Již ve své době byl Chrám Faustiny jednou z nejhonosnějších staveb na Foru Romanu. V roce 161 zemřel Antoninus Pius a krátce po své smrti byl prohlášen za boha. Na podnět Antoninova nástupce Marca Aurelia byl název chrámu rozšířen i o jméno zesnulého císaře.
Stavba je postavená na vyvýšené plošině z peperina (druh tufu ). Předsíň chrámu tvoří šest sloupů vpředu a dva sloupy po stranách. Každý je vyroben z jednoho kusu 17 metrů dlouhého bílého mramoru o průměru 1,45 metrů a je vytesán v řádu korintském. Všechny přední sloupy nesou velké kladí, na němž je latinský nápis vytesaný ve dvou řádkách:
DIVO•ANTONINO•ET
DIVAE•FAVSTINAE•EX•S.C
Božskému Antoninovi a
božské Faustině z rozhodnutí Senátu
Basreliéfy horních říms jsou bohatě zdobené hlavně gryfy a různými svícny.

## Křesťanský kostel

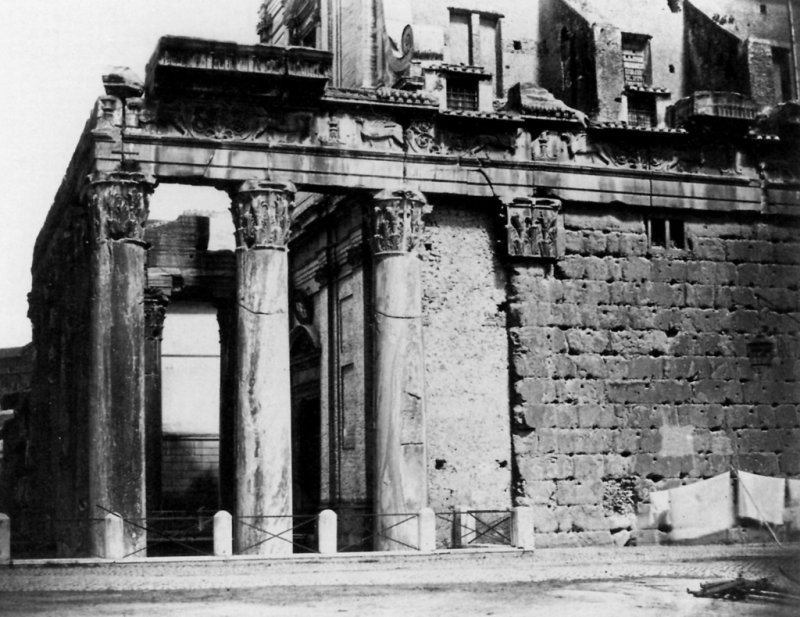
Kostel San Lorenzo in Miranda v roce 1860 ještě před rozsáhlými vykopávkami

Pravděpodobně v 7. nebo 8. století byl chrám přestavěn na křesťanský kostel a byl přejmenován na San Lorenzo in Miranda ( Svatý Vavřinec in Miranda). Název získal podle mučedníka svatého Vavřince, který v těchto místech byl údajně odsouzen k smrti.
Přestavění chrámu na kostel bylo naštěstí citlivé a vůči památce i ohleduplné. Zbytky původní antické celly byly zastavěné do nových kostelních zdí, které vytvořily novou budovu o rozměrech 20×15 metrů. Ve skutečnosti nově vzniklý kostel postrádá obvyklou východně orientovanou apsidu, která nikdy během staletí nebyla přidaná. Proto si chrám ponechal svou architektonickou jedinečnost.
Hluboké rýhy v nosných sloupech dokazují neúspěšné středověké pokusy o zničení sloupové arkády. Mohlo se jednat buď o obyčejnou loupež bílého mramoru, což bylo v Římě v tehdejší době přirozené, nebo to mohli způsobit křesťané, kteří se pokoušeli zbořit tehdy ještě pohanský chrám. Ve středověku také vzniklo schodiště ze strany od Fora, avšak v nynější době je prakticky nemožné po něm vyjít nahoru, protože výškový rozdíl mezi posledním schodem a dveřmi je téměř 6 metrů. Je to tím, že chrámová podlaha se nachází ve výši 12 metrů oproti dnešnímu okolnímu vykopanému terénu.
Archeologické vykopávky se v této části chrámu konaly v roce 1546 a poté znovu v roce 1810. Vnitřek kostela se prozkoumával v roce 1876.

## Galerie

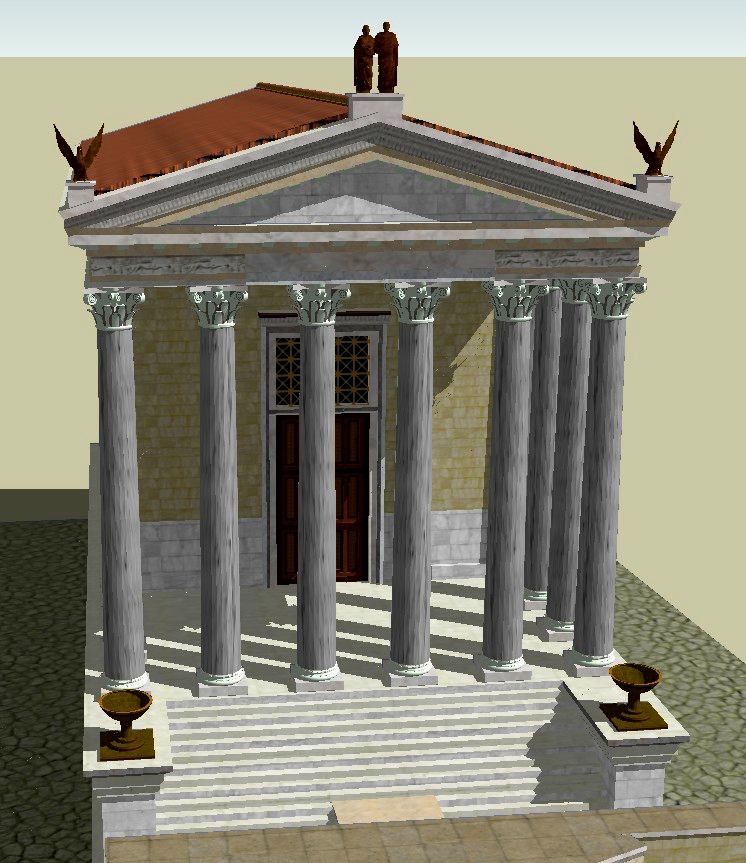
3D Rekonstrukce chrámu
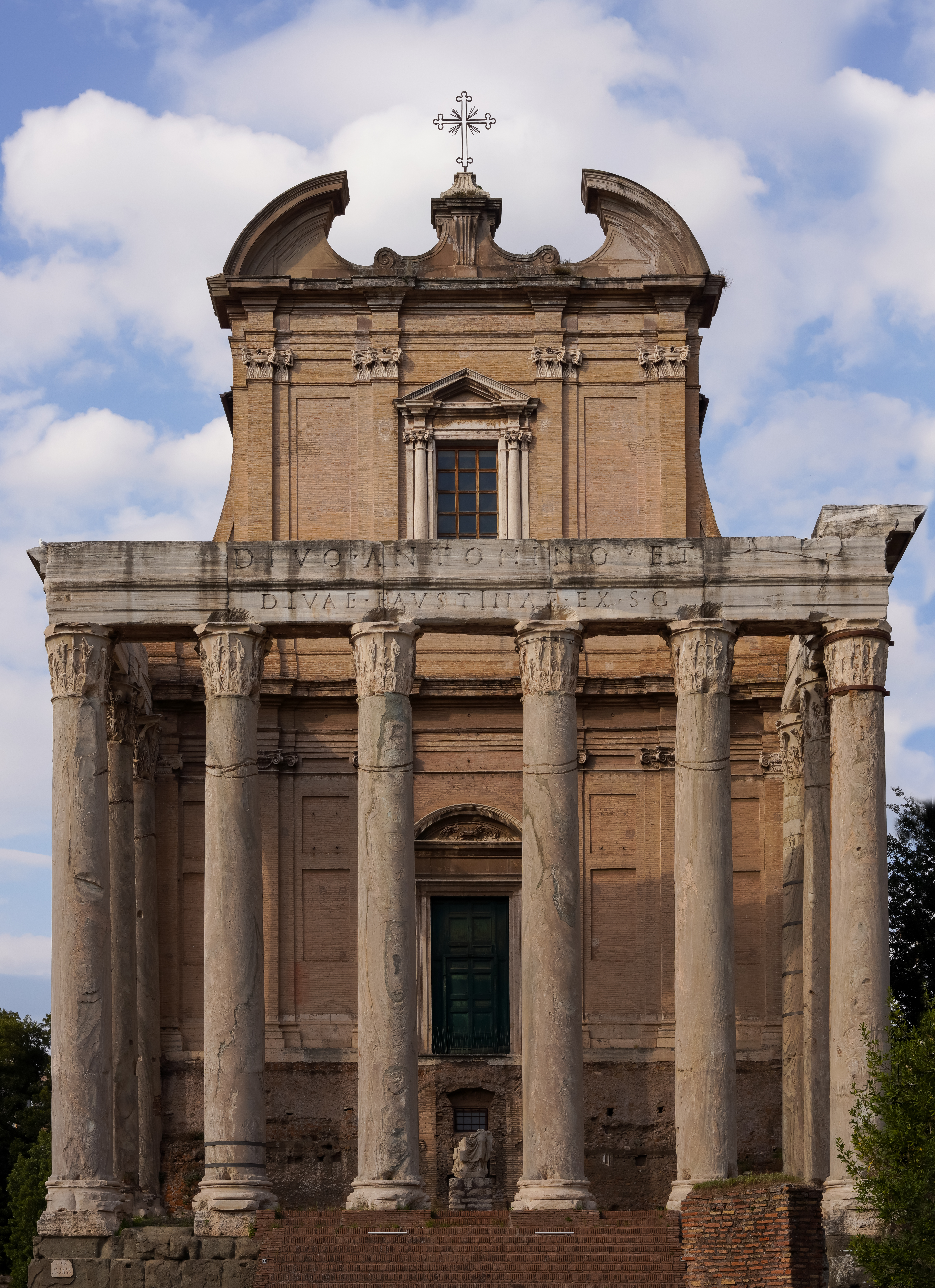
Šestimetrový výškový rozdíl mezi schody a hlavními dveřmi
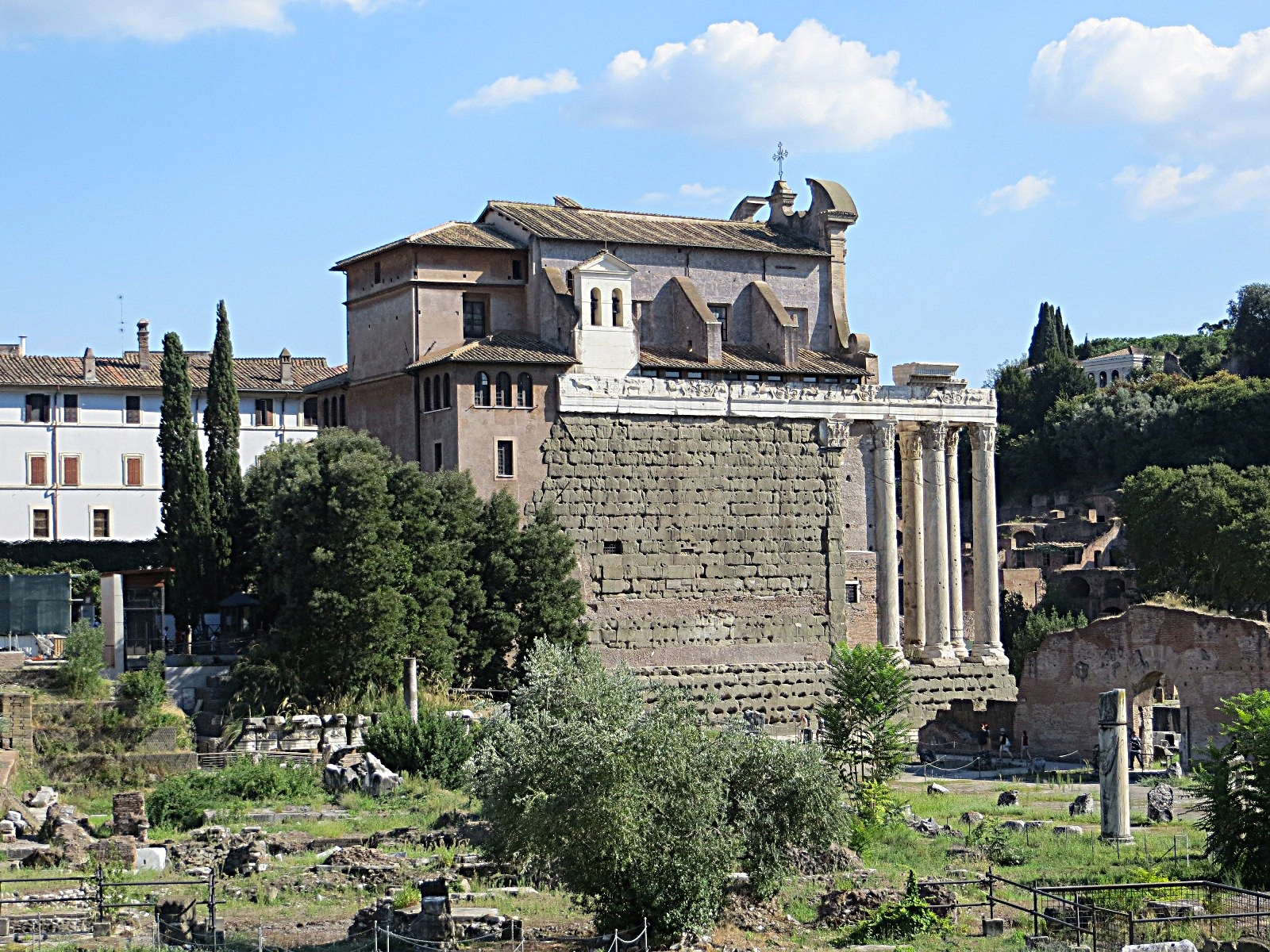
Boční pohled
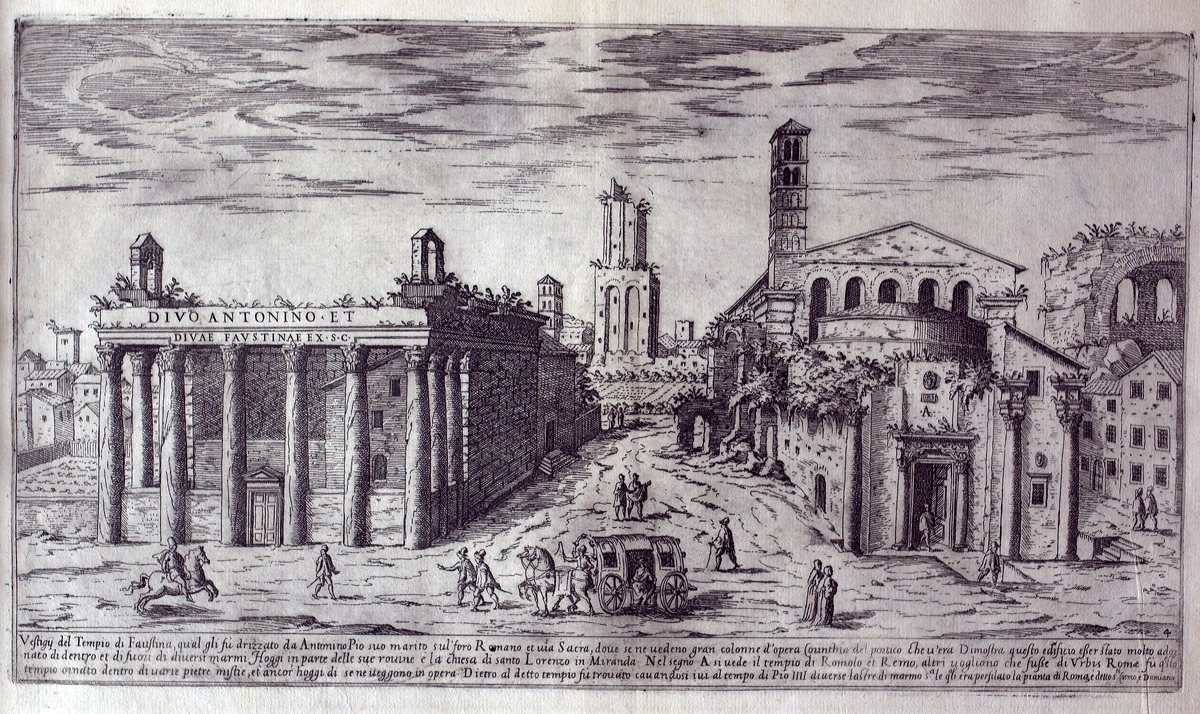
Chrám na obraze Étienna Dupéraca v roce 1575 (vlevo)
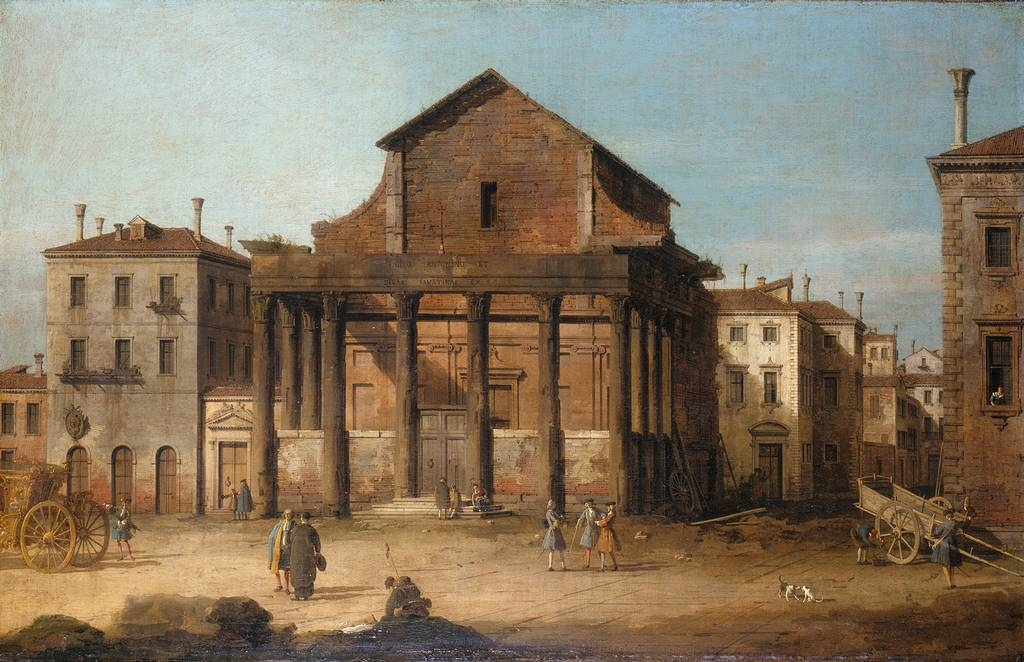
Chrám na obraze Canaletta v roce 1740